# Frotey-lès-Vesoul
Frotey-lès-Vesoul (ou Frotey-le-Sabot, du nom du sommet Sabot de Frotey) est une commune française située en banlieue est de Vesoul, dans le département de la Haute-Saône, la région culturelle et historique de Franche-Comté et la région administrative Bourgogne-Franche-Comté.
La commune fait partie de la communauté d'agglomération de Vesoul.
La commune est située en contrebas du plateau du Sabot de Frotey, vaste plateau calcaire où se trouve notamment l'aérodrome de Vesoul - Frotey.

## Géographie

### Localisation
La ville de Frotey-lès-Vesoul est située dans agglomération de Vesoul et dans l'aire urbaine de Vesoul, au centre du département de la Haute-Saône.
La commune est placée sur une zone géologique appelée « Plateaux jurassiques de Vesoul », localisée au sud de la dépression sous-vosgienne et au nord des faisceaux des Avant-Monts et des collines préjurassiennes,.
Au niveau de la sismicité, la ville se trouve en zone de sismicité modérée, ce qui signifie que le risque de séisme est non négligeable.

### Voies de communication et transport
L’aérodrome de Vesoul - Frotey se trouve sur le territoire de la commune de Frotey-lès-Vesoul.
La commune est desservie par la ligne régulière  7 , le service Direct  D5 , et par des services de transport à la demande (Moova la demande, Moova access et Moova flexo) du réseau de transports en commun Moova de la communauté d'agglomération de Vesoul.

### Climat
Pour des articles plus généraux, voir Climat de la Bourgogne-Franche-Comté et Climat de la Haute-Saône.
En 2010, le climat de la commune est de type climat de montagne, selon une étude du Centre national de la recherche scientifique s'appuyant sur une série de données couvrant la période 1971-2000. En 2020, Météo-France publie une typologie des climats de la France métropolitaine dans laquelle la commune est exposée à un climat semi-continental et est dans la région climatique  Lorraine, plateau de Langres, Morvan, caractérisée par un hiver rude (1,5 °C), des vents modérés et des brouillards fréquents en automne et hiver. 
Pour la période 1971-2000, la température annuelle moyenne est de 10,4 °C, avec une amplitude thermique annuelle de 17,3 °C. Le cumul annuel moyen de précipitations est de 1 076 mm, avec 13,2 jours de précipitations en janvier et 9,9 jours en juillet. Pour la période 1991-2020, la température moyenne annuelle observée sur la station météorologique installée sur la commune est de 11,2 °C et le cumul annuel moyen de précipitations est de 914,2 mm. 
La température maximale relevée sur cette station est de 38,5 °C, atteinte le 25 juillet 2019 ; la température minimale est de −14,9 °C, atteinte le 20 décembre 2009,,. 
| Mois                                  | jan.             | fév.           | mars           | avril         | mai          | juin          | jui.          | août          | sep.           | oct.          | nov.            | déc.           | année      |
| ------------------------------------- | ---------------- | -------------- | -------------- | ------------- | ------------ | ------------- | ------------- | ------------- | -------------- | ------------- | --------------- | -------------- | ---------- |
| Température minimale moyenne (°C)     | 0,1              | 0,5            | 3,2            | 6,2           | 10           | 13,2          | 15,2          | 15            | 11,4           | 8,1           | 3,7             | 0,9            | 7,3        |
| Température moyenne (°C)              | 2,5              | 3,6            | 7,2            | 10,8          | 14,6         | 18            | 20,1          | 19,9          | 15,8           | 11,6          | 6,4             | 3,3            | 11,2       |
| Température maximale moyenne (°C)     | 5                | 6,8            | 11,2           | 15,4          | 19,2         | 22,8          | 25            | 24,8          | 20,2           | 15,2          | 9,1             | 5,6            | 15         |
| Record de froid (°C) date du record   | −11,4 05.01.1995 | −14,7 07.02.12 | −12,3 01.03.05 | −4 11.04.03   | 0,9 05.05.19 | 3,1 02.06.06  | 7,4 17.07.00  | 6 28.08.1998  | 2,8 30.09.1995 | −3,9 29.10.12 | −8,7 23.11.1998 | −14,9 20.12.09 | −14,9 2009 |
| Record de chaleur (°C) date du record | 17,5 01.01.23    | 21,3 27.02.19  | 24,9 30.03.21  | 27,2 28.04.12 | 31 25.05.09  | 36,3 26.06.19 | 38,5 25.07.19 | 37,6 12.08.03 | 33,2 11.09.23  | 28,3 02.10.23 | 22,3 07.11.15   | 17,5 31.12.22  | 38,5 2019  |
| Précipitations (mm)                   | 67,7             | 61,2           | 59,7           | 64            | 95           | 77,7          | 78,3          | 79            | 78,6           | 87,3          | 84,4            | 81,3           | 914,2      |

| Diagramme climatique                                  |            |             |           |          |              |            |          |              |             |            |            |
| J                                                     | F          | M           | A         | M        | J            | J          | A        | S            | O           | N          | D          |
| 50,167,7                                              | 6,80,561,2 | 11,23,259,7 | 15,46,264 | 19,21095 | 22,813,277,7 | 2515,278,3 | 24,81579 | 20,211,478,6 | 15,28,187,3 | 9,13,784,4 | 5,60,981,3 |
| Moyennes : • Temp. maxi et mini °C • Précipitation mm |            |             |           |          |              |            |          |              |             |            |            |

Les paramètres climatiques de la commune ont été estimés pour le milieu du siècle (2041-2070) selon différents scénarios d'émission de gaz à effet de serre à partir des nouvelles projections climatiques de référence DRIAS-2020. Ils sont consultables sur un site dédié publié par Météo-France en novembre 2022.

## Urbanisme

### Typologie
Au 1er janvier 2024, Frotey-lès-Vesoul est catégorisée ceinture urbaine, selon la nouvelle grille communale de densité à sept niveaux définie par l'Insee en 2022.
Elle appartient à l'unité urbaine de Vesoul, une agglomération intra-départementale regroupant huit  communes, dont elle est une commune de la banlieue,,. Par ailleurs la commune fait partie de l'aire d'attraction de Vesoul, dont elle est une commune de la couronne,. Cette aire, qui regroupe 158 communes, est catégorisée dans les aires de 50 000 à moins de 200 000 habitants,.

### Occupation des sols
L'occupation des sols de la commune, telle qu'elle ressort de la base de données européenne d’occupation biophysique des sols Corine Land Cover (CLC), est marquée par l'importance des territoires agricoles (48,2 % en 2018), en diminution par rapport à 1990 (50,2 %). La répartition détaillée en 2018 est la suivante : 
forêts (29,6 %), zones agricoles hétérogènes (22,4 %), zones urbanisées (17,3 %), terres arables (13,4 %), prairies (12,5 %), espaces verts artificialisés, non agricoles (2,8 %), zones industrielles ou commerciales et réseaux de communication (2 %), mines, décharges et chantiers (0,1 %). L'évolution de l’occupation des sols de la commune et de ses infrastructures peut être observée sur les différentes représentations cartographiques du territoire : la carte de Cassini (XVIIIe siècle), la carte d'état-major (1820-1866) et les cartes ou photos aériennes de l'IGN pour la période actuelle (1950 à aujourd'hui).

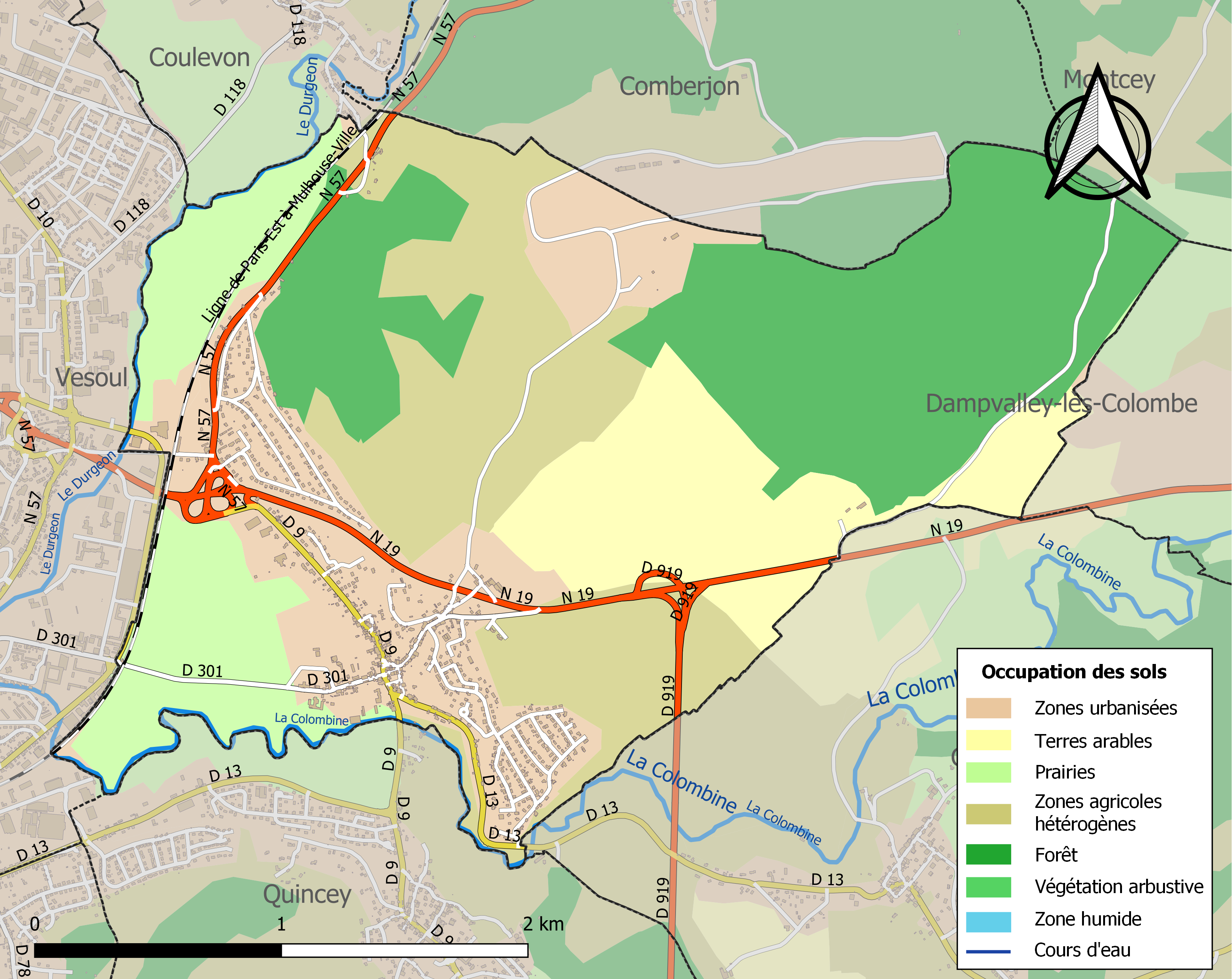
Carte des infrastructures et de l'occupation des sols de la commune en 2018 (CLC).

## Histoire
En 1333, le bailliage d'Amont, l'un des trois bailliages de Franche-Comté, ayant pour capitale Vesoul, est créé. Le territoire de Frotey-lès-Vesoul y est rattaché.
En 1493, Frotey-lès-Vesoul est rattaché à l'Empire germanique des Habsbourg d'Espagne.
Le traité de Nimègue, signé le 10 août 1678, rattache la commune de même que toute la région, au royaume de France.
À la Révolution, le bailliage d'Amont est supprimé. Il est remplacé par un nouveau territoire dont les limites territoriales ressemblent à celles du bailliage d'Amont : le département de la Haute-Saône. La commune de Frotey-lès-Vesoul est donc intégrée à ce nouveau territoire.
Au lieu-dit de la combe Freteuille, 39 résistants ont été exécutés pendant la Seconde Guerre mondiale, entre 1941 et 1944.

## Politique et administration

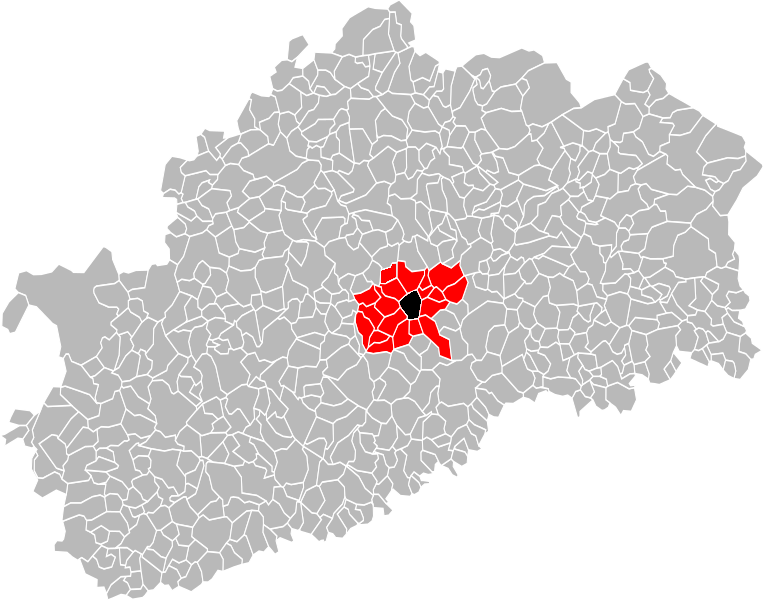
Carte départementale montrant en rouge les communes de la communauté d'agglomération de Vesoul.

### Rattachements administratifs et électoraux
La commune fait partie de l'arrondissement de Vesoul du département de la Haute-Saône, en région Bourgogne-Franche-Comté. Pour l'élection des députés, elle dépend de la première circonscription de la Haute-Saône.
Elle faisait partie depuis 1801 du canton de Vesoul. Celui-ci est scindé en 1973 et la commune intègre le canton de Vesoul-Est. Dans le cadre du redécoupage cantonal de 2014 en France, la commune fait désormais partie du canton de Vesoul-2.

### Intercommunalité
La commune  fait partie depuis 1969 du District urbain de Vesoul, transformé en 2001  en communauté de communes de l'agglomération de Vesoul, puis en 2012 la communauté d'agglomération de Vesoul, appartenant elle-même au pays de Vesoul et du Val de Saône.

### Instances administratives et judiciaires
La commune dépend majoritairement des différentes instances de Vesoul:
- Dans l'ordre judiciaire, les juridictions situées à Vesoul auxquelles dépend la ville de Frotey-lès-Vesoul sont : tribunal de grande instance, tribunal d'instance, tribunal de commerce, tribunal correctionnel, tribunal de police, tribunal paritaire des baux ruraux, tribunal des affaires de Sécurité sociale, tribunal pour enfants, conseil de prud'hommes et cour d'assises. Par ailleurs, Vesoul se trouve dans le ressort de la cour d'appel de Besançon[24].
- Dans l'ordre administratif, la commune dépend du tribunal administratif de Besançon ainsi que de la cour administrative d'appel de Nancy[24].

De plus, la ville dépend du commissariat de police nationale et de la brigade de gendarmerie nationale de Vesoul.

### Liste des maires
| Période                                  | Période                      | Identité            | Étiquette | Qualité                                                             |
| ---------------------------------------- | ---------------------------- | ------------------- | --------- | ------------------------------------------------------------------- |
| Les données manquantes sont à compléter. |                              |                     |           |                                                                     |
| 1832                                     |                              | Joseph Reuchet      |           |                                                                     |
| janvier 1844                             | janvier 1844                 | Joseph Lordière     |           |                                                                     |
| 1870                                     |                              | Xavier de Montépin  |           | Romancier                                                           |
| Les données manquantes sont à compléter. |                              |                     |           |                                                                     |
| 1965                                     | 1999                         | Robert Biot         |           |                                                                     |
| 1999                                     | mai 2020                     | Jean-Marie Schiber, | liste UMP | Retraité                                                            |
| mai 2020,                                | En cours (au 9 juillet 2020) | Christophe Tary     |           | Vice-président de la communauté d'agglomération de Vesoul (2020 → ) |

## Population et société

### Démographie
L'évolution du nombre d'habitants est connue à travers les recensements de la population effectués dans la commune depuis 1793. Pour les communes de moins de 10 000 habitants, une enquête de recensement portant sur toute la population est réalisée tous les cinq ans, les populations de référence des années intermédiaires étant quant à elles estimées par interpolation ou extrapolation. Pour la commune, le premier recensement exhaustif entrant dans le cadre du nouveau dispositif a été réalisé en 2004.

En 2022, la commune comptait 1 367 habitants, en évolution de −4,74 % par rapport à 2016 (Haute-Saône : −1,4 %, France hors Mayotte : +2,11 %).
| 1793 | 1800 | 1806 | 1821 | 1831 | 1836 | 1841 | 1846 | 1851 |
| ---- | ---- | ---- | ---- | ---- | ---- | ---- | ---- | ---- |
| 422  | 420  | 467  | 469  | 430  | 510  | 488  | 524  | 530  |

| 1856 | 1861 | 1866 | 1872 | 1876 | 1881 | 1886 | 1891 | 1896 |
| ---- | ---- | ---- | ---- | ---- | ---- | ---- | ---- | ---- |
| 518  | 509  | 480  | 503  | 488  | 458  | 479  | 452  | 420  |

| 1901 | 1906 | 1911 | 1921 | 1926 | 1931 | 1936 | 1946 | 1954 |
| ---- | ---- | ---- | ---- | ---- | ---- | ---- | ---- | ---- |
| 442  | 482  | 439  | 469  | 535  | 603  | 612  | 726  | 750  |

| 1962 | 1968 | 1975  | 1982  | 1990  | 1999  | 2004  | 2006  | 2009  |
| ---- | ---- | ----- | ----- | ----- | ----- | ----- | ----- | ----- |
| 810  | 873  | 1 161 | 1 256 | 1 455 | 1 423 | 1 283 | 1 281 | 1 354 |

| 2014  | 2019  | 2022  | - | - | - | - | - | - |
| ----- | ----- | ----- | - | - | - | - | - | - |
| 1 436 | 1 361 | 1 367 | - | - | - | - | - | - |

### Sports
Des épreuves des championnats du monde de side-car cross 2014 et 2025 ont été organisées sur le terrain de moto-cross de Frotey.

### Santé
L'hôpital le plus proche est le centre hospitalier de Vesoul.

## Culture locale et patrimoine

### Monuments et architecture
- Le château de Frotey-lès-Vesoul, également appelé, château de Montépin, est un château du XVIIIe siècle situé au centre de la commune. Le château est construit en 1772 par l'entrepreneur Hugues Faivre, sous l'impulsion du capitaine de régiment Joseph-Pierre Sallier de Champolle. Au XIXe siècle, le château est détenu par le comte Xavier de Montépin, romancier haut-saônois auteur de plus de 300 ouvrages de drame populaire dont l'un de ses plus grands succès est La Porteuse de pain, paru de 1884 à 1889[35]. Aujourd'hui, l'édifice accueille l'AHSSEA, l'Association Haut-Saônoise pour la Sauvegarde de l'Enfant à l'Adulte, communément appelé « la Sauvegarde », association créée le 3 août 1945, qui œuvre dans le milieu du handicap de la protection de l'enfance et de l'insertion sociale[36],[37].
- L'église de l'Assomption.
- La maison Malitchenko, maison d'architecte située au milieu d'un bosquet de pins. Datant de 1963, elle est composée d'un étage de soubassement et d'un étage carré[38].
- L'ancienne gare des chemins de fer vicinaux de la Haute-Saône[39].

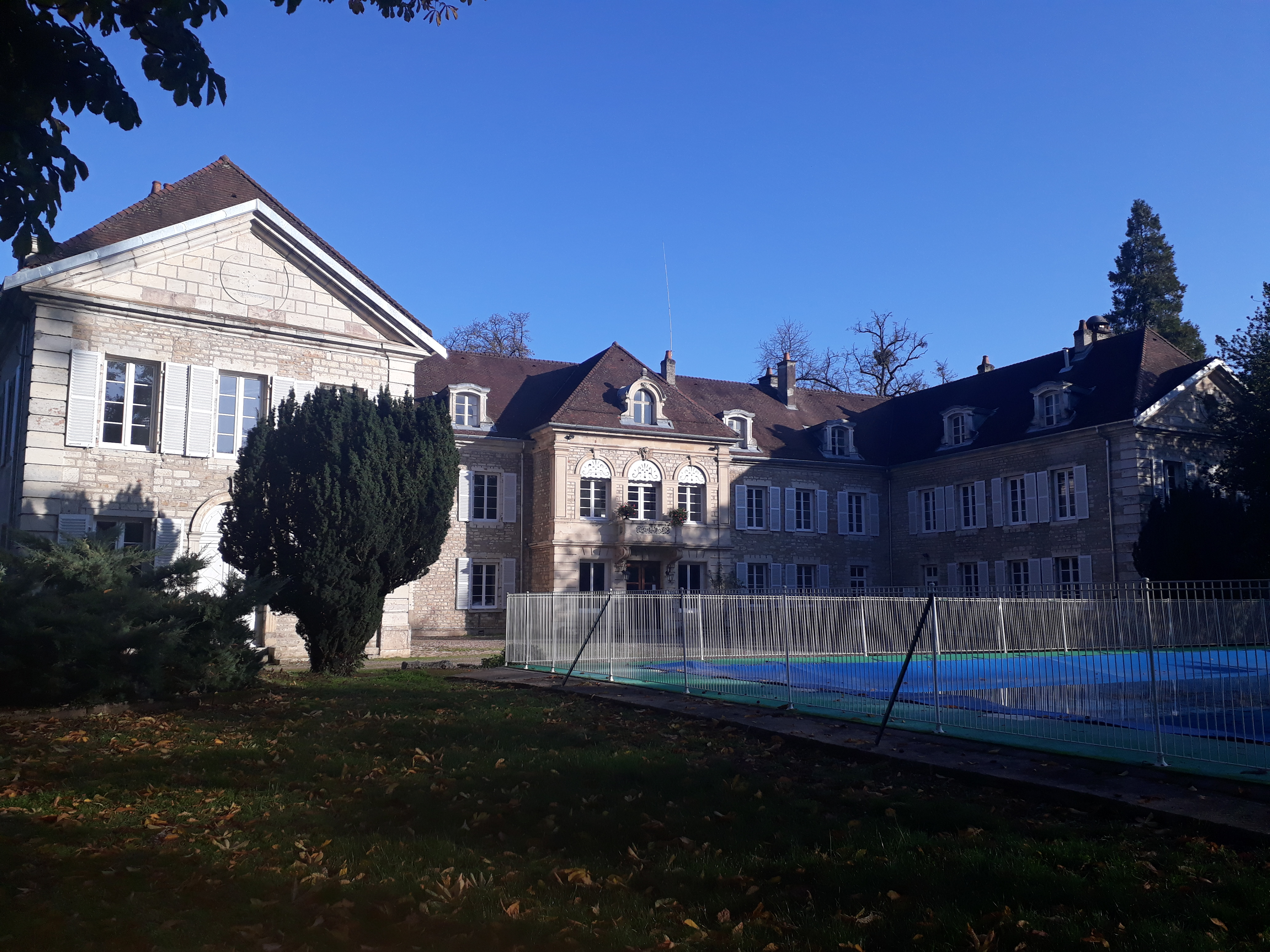
Façade ouest du château.
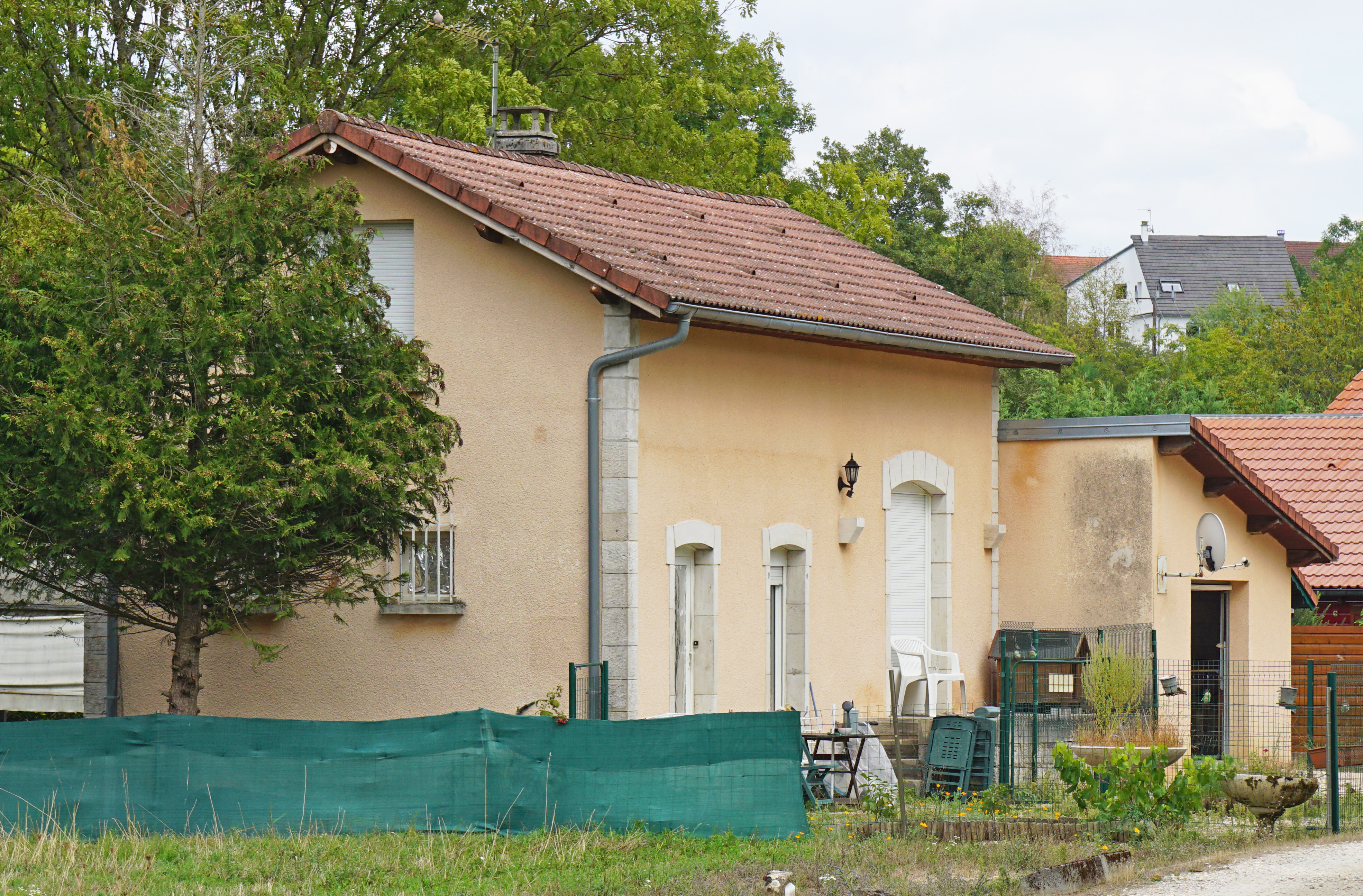
L'ancienne gare.
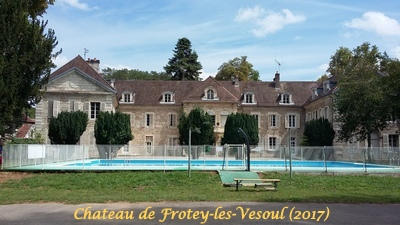

### Sites naturels

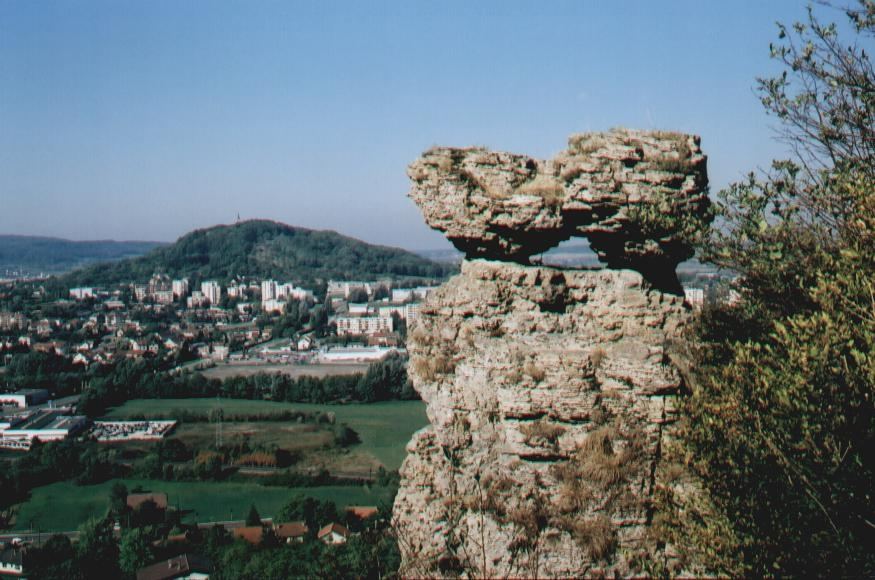
Le Sabot de Frotey.

- Sabot de Frotey, roche calcaire taillée naturellement en forme de sabot
- Réserve naturelle nationale du Sabot de Frotey, espace de 98 hectares où l'on peut voir de nombreuses espèces d'oiseaux[40].

### Personnalités liées à la commune

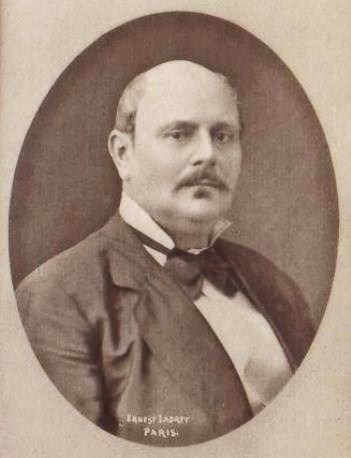
Xavier de Montépin

- Étienne II d'Auxonne, (1172-1241), comte de Bourgogne et d'Auxonne, résida à Frotey-lès-Vesoul.
- Xavier de Montépin, natif d'Apremont (Haute-Saône), maire de Frotey-lès-Vesoul de 1870 à 1872, romancier, auteur